# Melanotus dichrous
Melanotus dichrous é uma espécie de insetos coleópteros polífagos pertencente à família Elateridae.
A autoridade científica da espécie é Erichson, tendo sido descrita no ano de 1841.
Trata-se de uma espécie presente no território português.